# 瑟普賴斯 (印第安納州)
瑟普賴斯（英語：Surprise）是位於美國印地安納州傑克遜縣的一個非建制地區。該地的面積和人口皆未知。